# Nakamura Shikan II en Satake Shinjūrō
L'acteur Nakamura Shikan II en Satake Shinjūrō est le titre d'une estampe ukiyo-e de Shungyōsai Hokusei (fl. 1826-1827). Elle représente le célèbre acteur kabuki Nakamura Shikan II dans le rôle d'un personnage de la pièce Keisei Asoyama Sakura. L'estampe appartient à la collection permanente de la  galerie d'art du Japon du Musée royal de l'Ontario au Canada.

## Détails de l'estampe
- Medium : kamigata nishiki-e (上方錦絵?) gravure sur bois; encre et couleur sur papier
- Taille : ōban tate-e (大判竪絵?)
- Format : ichimai-e (一枚絵?) impression sur feuille unique d'un triptyque
- Genre : yakusha-e (役者絵?) portrait d'acteur
- Titre japonais : 佐竹新十郎　中村芝翫
- Titre de l'exposition : L'Acteur Nakamura Shikan II en Satake Shinjūrō
- Date: 1827
- Inscription: aucune
- Signature: Shungyōsai Hokusei ga (春暁斎北晴画?)
- Marque de l'éditeur : Honsei (本清?)
- Éditeur : Shōhon-ya Seishichi (正本屋清七?)
- Sceau de censure : aucun
- Sceau de date : aucun
- Crédit : aucun

## L'artiste
On sait très peu de choses de la vie de Shungyōsai Hokusei. Bien qu'une source donne 1818 à 1829 pour dates, la plupart des documents biographiques datent simplement sa période d'activité comme se situant quelque part entre 1826 et 1828. Connu principalement pour ses portraits d'acteurs kabuki yakusha-e, il est mentionné comme élève de Shunkōsai Hokushū [春好斎北洲] (fl. 1810-1832) sur l'une des estampes de ce dernier.
Bien qu'associé au gō « Shungyōsai », Shungyōsai Hokusei est d'ordinaire désigné du nom Hokusei. 
Une raison à cela est pour le distinguer de deux autres artistes ukiyo-e d'Osaka qui partagent le même gō : Shungyōsai I  (c. 1760-1823; fl. 1790s-1820s) et son fils Shungyōsai II (n.d.-1867; fl. 1820-1860).
Les travaux de Shungyōsai Hokusei sont conservés dans les collections permanentes de musées tels que le musée des beaux-arts de Boston, le Musée royal de l'Ontario, le Central Saint Martins College of Art and Design ou le Waseda University Tsubouchi Memorial Theatre Museum.

## Sujet

### Nakamura Shikan II
Le nom de naissance de Nakamura Shikan II (1796-1852) est Hirano Kichitarō. Il est le fils d'un propriétaire de maison de thé à Edo (moderne Tokyo). En 1807, il est adopté par son oncle, artiste de danse traditionnelle japonaise, et à 15 ans devient l'apprenti de l'acteur de kabuki Nakamura Utaemon III. En tant que kaneru yakusha, Shikan II est très polyvalent, capable d'endosser une grande diversité de rôles masculins et féminins, assumant souvent plusieurs rôles au sein de la même représentation. Il est particulièrement admiré pour sa danse, ses rôles dans les pièces historiques jidaimono et sa « grande stature... ses beaux yeux et ses bons traits ».
Il utilise plusieurs noms de scène tout au long de sa carrière dont Nakamura Tōtarō (1811-1813), Nakamura Tsurusuke I (1813-1825), Nakamura Utaemon IV (1836-1852) ainsi que Nakamura Shikan II qu'il prend en 1825. Il est aussi associé aux noms poétiques haimei (俳名) Kanjaku et Shijaku et le nom de guilde Narikomaya.
La carrière de Shikan II se déroule entre Osaka et Edo et en dépit de sa popularité sur les scènes de la région du Kamigata, il semble désirer être davantage associé au théâtre d'Edo. Il figure sur des estampes de plusieurs artistes dont Utagawa Kunisada, Utagawa Kunihiro, Utagawa Toyokuni et Shunbaisai Hokuei.

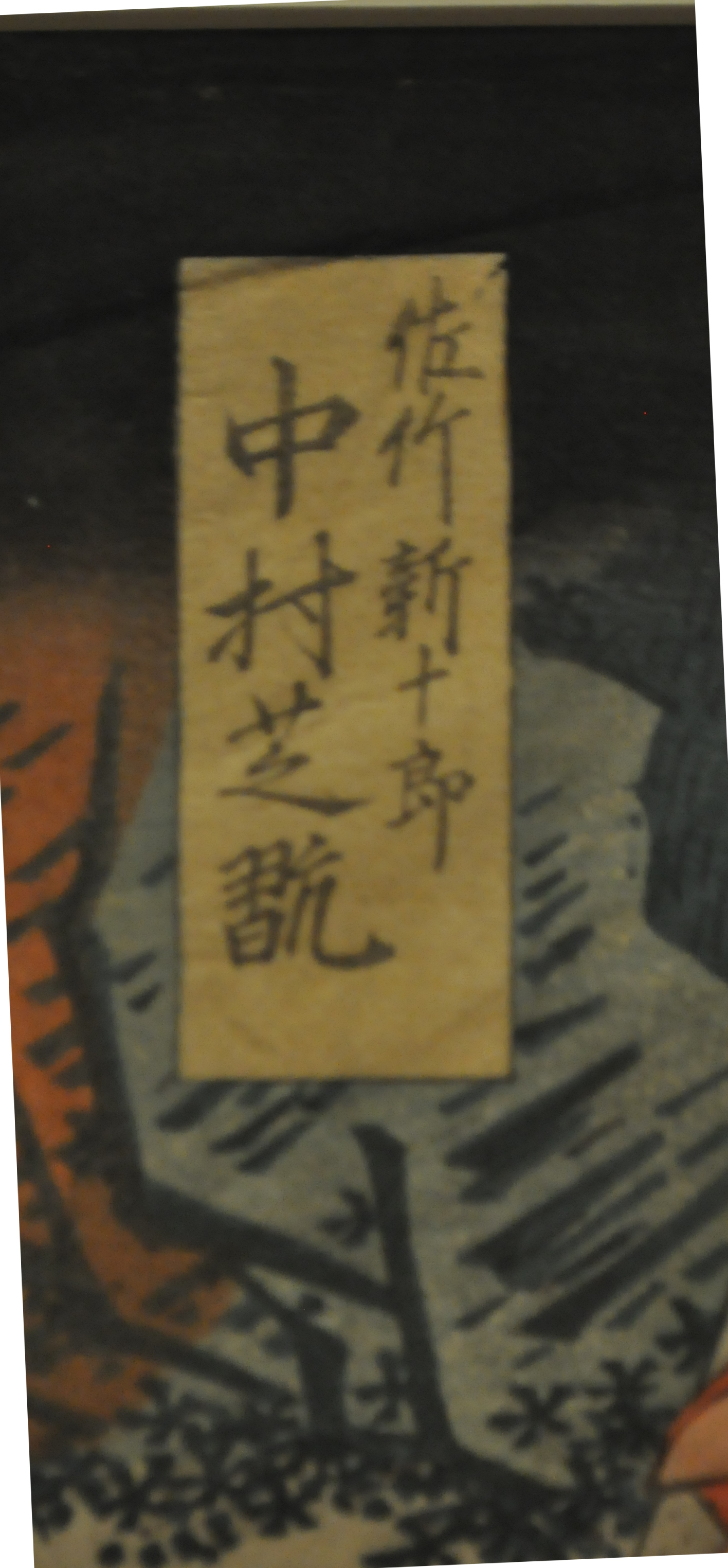
Nakamura Shikan II en Satake Shinjūrō - détail du cartouche de nom

### Keisei Asoyama Sakura
L'image décrit une scène de la pièce kabuki Keisei Asoyama Sakura (けいせい遊山桜), « La Courtisane et la floraison des cerisiers au mont Aso ». Exceptionnellement, la pièce a été jouée au cours du premier mois lunaire de l'ère Bunsei 10 (文政十年), ou 1827, simultanément aux théâtres Naka (中) et Kado (角)  d'Osaka. Shikan II apparaît dans la version mise en scène au Kado dans le rôle de Satake Shinjūrō (佐竹新十郎) en compagnie de l'acteur d'Edo Seki Sanjūrō II (関三十郎二代目) dans le rôle d'Ishizuka Jinzaburō (石家仁三郎), l'onnagata Nakamura Matsue III (中村松枝三代目) figurant la courtisane keisei (傾城/契情) et la vedette Nakamura Utaemon III (中村歌右衛門) en Ōuchi Saemon Hidemaru (大内左衛門秀丸),. Utaemon III est également crédité d'avoir écrit la version du théâtre Kado de ce qui est essentiellement un polar politico-historique. Le point culminant de la performance semble avoir été une danse shosagoto mettant en vedette les trois principaux acteurs.

## Description
L'impression dépeint le personnage Satake Shinjūrō dans une pose dramatique. Son apparence est celle d'un samouraï, sa coiffure est du style chonmage (丁髷) et ses pieds sont nus. Il porte un court kimono rouge vif décoré de fines rayures verticales blanches. Par-dessus, il porte une simple veste haori (羽織) grise dont la seule décoration est un motif floral de blason familial kamon (家紋), qui peut être une variante de fleur de prunier. Ses bras sont sortis des manches de son haori et pendent à ses côtés tandis qu'un cordon sageo retient les longues manches de son kimono. Cette tenue est destinée à augmenter sa mobilité, en particulier au combat.
Le personnage est debout en plein air au pied d'un ensemble de marches de pierre sans détails visibles en dehors de quelques sous-bois et rochers. Il regarde à sa droite, c'est-à-dire loin des deux autres personnages du triptyque. Son visage a une expression sérieuse et il tient des deux mains un long sabre dégainé devant lui. Le fourreau noir vide saya (鞘) est rentré dans sa ceinture obi à motif bleu et ressort derrière son dos où se trouve déjà un second sabre dans son fourreau. Les deux poignées tsuka des sabres ressortent de son côté gauche, position normale des samouraïs car elles sont ainsi plus accessibles pour les droitiers.

## Medium et genre
En tant qu'artiste installé à Osaka, les œuvres de Shungyōsai Hokusei sont répertoriées comme faisant partie du genre kamigata-e (上方絵), terme employé pour distinguer les impressions de la région de Kamigata (Kyoto et Osaka) de celles produites à Edo. Alors qu'elles gagnent en importance environ un siècle après l'apparition des ukiyo-e à Edo, les kamigata-e sont essentiellement des kabuki-e (歌舞伎絵) (images d'acteurs kabuki) et sont presque toutes réalisées par des amateurs « talentueux fans de kabuki » désirant célébrer leurs acteurs favoris.
Littéralement « images kabuki », les kabuki-e commencent à être produites à Edo à la fin du XVIIe siècle. Tandis que la popularité du théâtre kabuki s'accroît, des acteurs vedettes apparaissent ce qui amène la création des yakusha-e (役者絵), sous-genre des kabuki-e dans lequel les acteurs sont représentés individuellement - comme sur cette estampe - ou en paires,. Ces images paraissent sur feuille uniques ou en livres de gravures d'acteurs appelés yakusha e-hon (役者絵本).

## L'éditeur
L'impression porte la marque de l'éditeur Honsei [本清] associé à la maison d'édition Shōhonya Seishichi [正本屋清七]. Honsei est un éditeur particulièrement actif à Osaka géré par la famille Tamaoki Seishichi. Les dates de la société dépendent des sources mais s'accordent généralement pour couvrir le XIXe siècle. Honsei a publié les travaux de tous les artistes kamigata-e importants de la fin du XIXe siècle au début du XXe siècle. En plus de Hokusei, la maison a collaboré avec des artistes tels que  :
- Hokuchō [北長] (fl. années 1850)
- Hokuei [北英] (fl. 1824-1837)
- Shunkōsai Hokushū [北洲] (fl. 1810-1832)
- Kuniharu [國春] (fl. années 1820-1830)
- Utagawa Kunimasu/ Sadamasu [國升/貞升] (fl. 1834-1852)

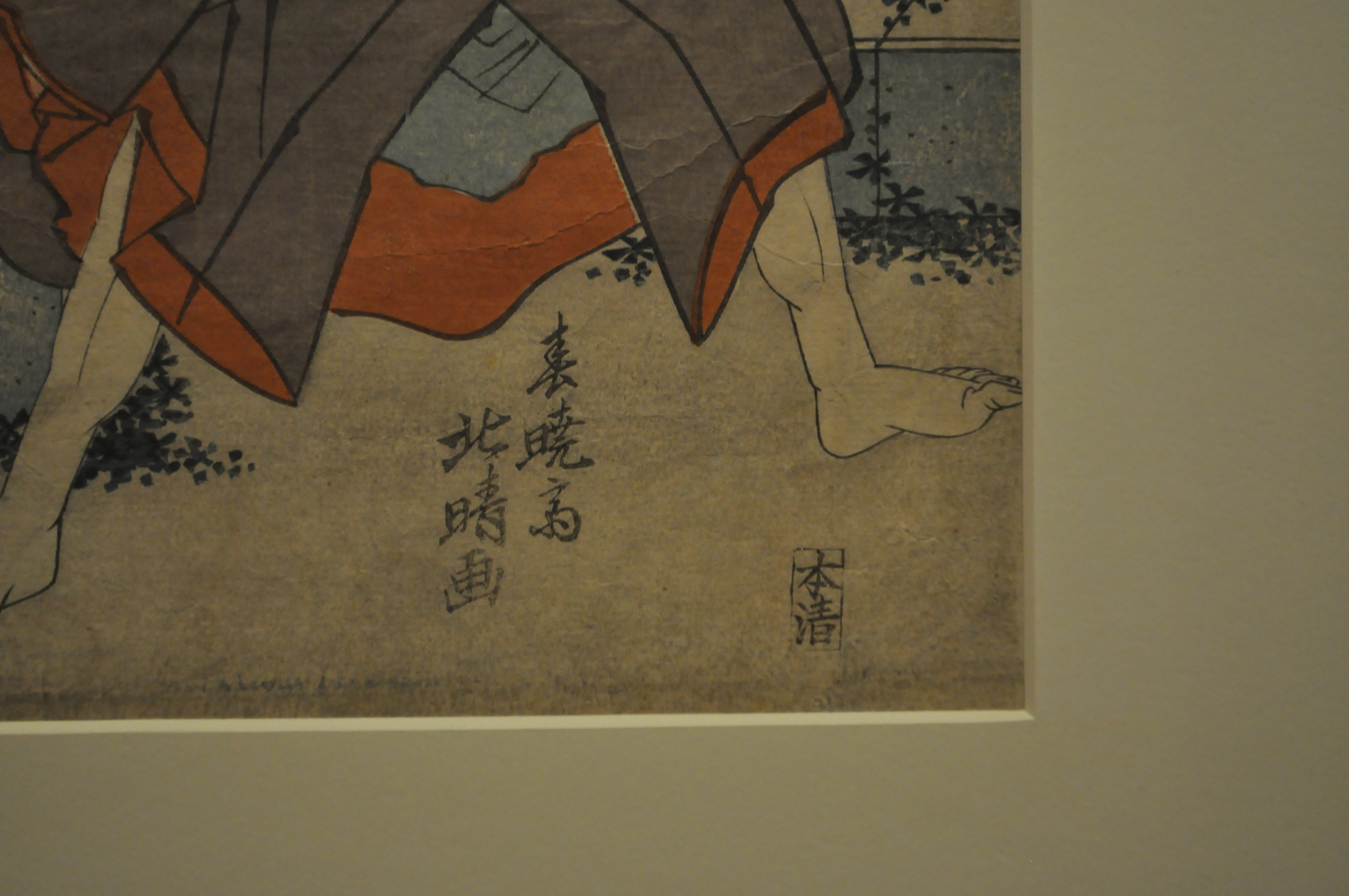
Nakamura Shikan II en Satake Shinjūrō - détail de la signature et du sceau

- Urakusai Nagahide [長秀] (fl. 1805-1842)
- Sadanobu [貞信] (fl. 1834-1879)
- Shigeharu/ Kunishige [重春/國重] (fl. 1821-1841?)
- Shunzan [春山] (fl. 1827-1829)
- Toyohide [豊秀] (fl. 1839-1841)

## Œuvres associées
Cette estampe constitue la contribution de Hokusei à un triptyque produit par trois artistes différents et publié par Honsei peu après la représentation de 1827. Bien que les trois impressions sont le travail de différents artistes, elles sont stylistiquement cohérentes et incorporent harmonieusement la même scène d'arrière plan.
La position du cartouche de nom de l'acteur/personnage à proximité du bord supérieur gauche indique que cette image est la plus à gauche et la troisième de la série. Les deux autres sont des images de Nakamura Utaemon III en Ōuchi Saemon Hidemaru par Shunshosai Hokuchō (au centre) et Seki Sanjūrō II en Ishizuka Jinzaburō par Shunyōsai Shunshi (à droite).